# De zwarte man (spel)

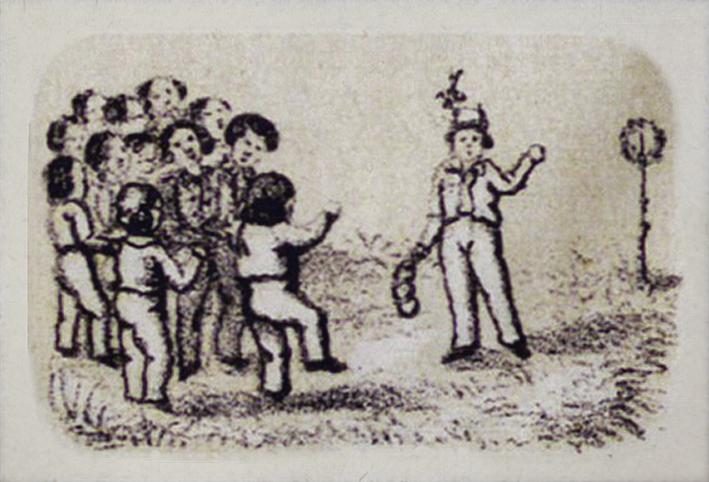
Illustratie in een Zwitsers kinderboek uit 1860

De zwarte man (Duits: Der schwarze Mann) of Wie is er bang voor de zwarte man? (Wer hat Angst vorm schwarzen Mann? of Wer fürchtet sich vor dem schwarzen Mann?) is een traditioneel Duits kinderspel. Het spel werd in detail beschreven door Johann Christoph Friedrich Gutsmuths in 1796.
De boemanfiguur van de zwarte man stamt uit de middeleeuwen en stond symbool voor de dood.

## Beschrijving
De speelplaats is verdeeld in drie velden, twee kleine tegenover elkaar liggende doelen en een lang middenveld. De spelers kiezen hun doel, waarvan de Zwarte Man er één neemt, terwijl alle andere spelers naar het tegenovergestelde doel gaan.
De zwarte man roept: "Wie is er bang voor de Zwarte Man?". De spelers roepen, "Niemand!" en rennen over het middenveld naar het andere doel. De Zwarte Man verlaat zijn doel op hetzelfde moment om achter de spelers aan te gaan. Hij moet proberen zoveel mogelijk van de spelers te vangen. De gevangen spelers voegen zich bij de Zwarte Man en helpen hem de anderen te vangen.
Het spel gaat door tot iedereen gevangen is. De laatst gevangen speler wordt de Zwarte Man in het nieuwe spel.

## Uitgebreide dialoog
De zwarte man: "Wie is er bang voor de zwarte man?"

Spelers: "Niemand!"

De zwarte man: "Maar als hij komt?"

Spelers: "Dan rennen wij weg!"